# Pandanus vinaceus
Pandanus vinaceus är en enhjärtbladig växtart som beskrevs av Benjamin Clemens Masterman Stone. Pandanus vinaceus ingår i släktet Pandanus och familjen Pandanaceae. Inga underarter finns listade.